# Südfriedhof (Essen)

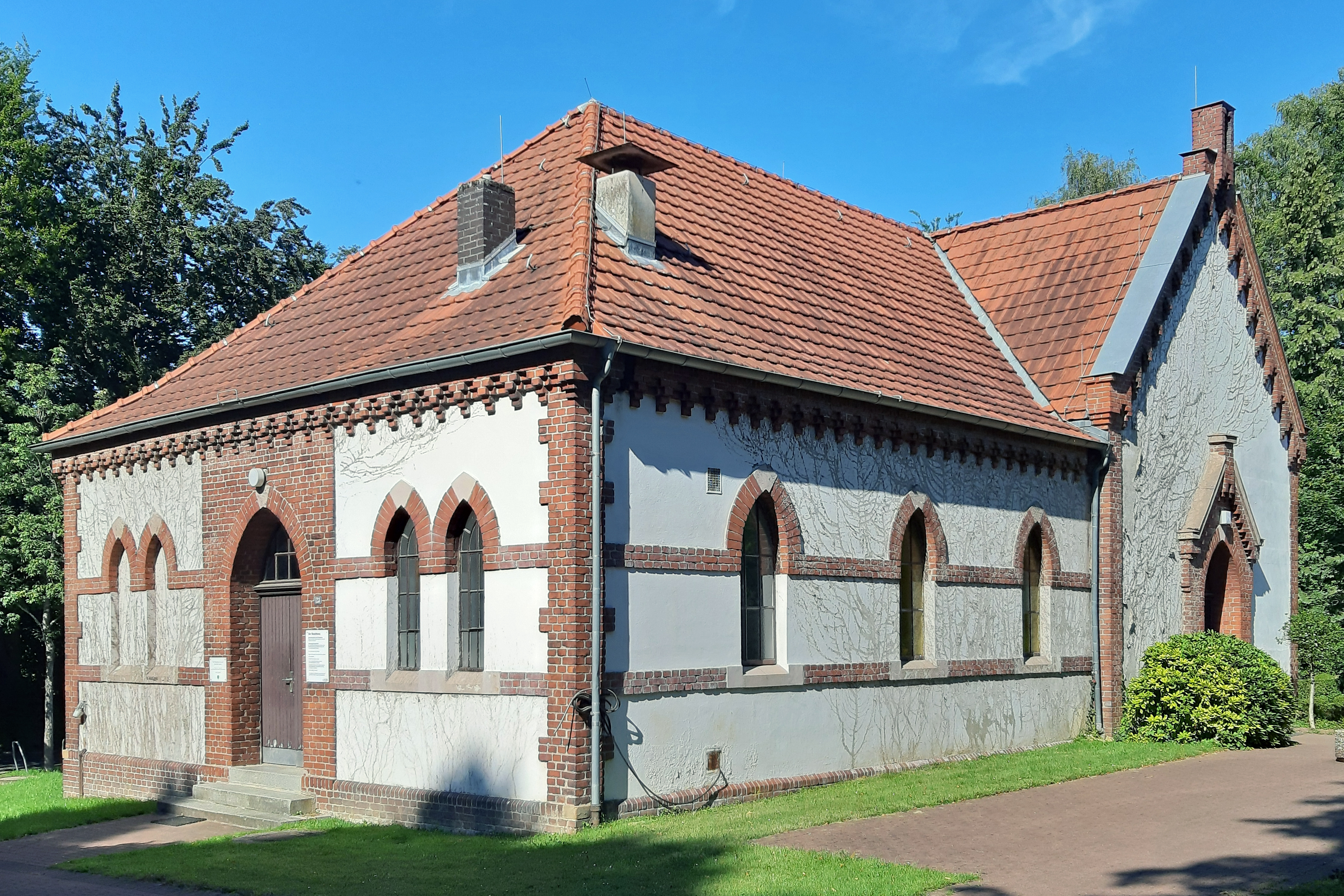
Trauerhalle auf dem Südfriedhof

Der kommunale Essener Südfriedhof befindet sich im Essener Stadtteil Rüttenscheid. Er liegt an der Lührmannstraße, wird vom Grugapark umschlossen und bietet Platz für rund 4600 Gräber.

## Geschichte und Charakter
Der im Jahr 1880 angelegte Alte Friedhof Rüttenscheid (heute Christinenpark) war nach 20 Jahren bereits voll belegt. Durch Einwanderung von Arbeitskräften für den Steinkohlenbergbau und die rasch aufstrebende Stahlindustrie stieg Essens Bevölkerung zu dieser Zeit sehr stark an. So lag der im Jahr 1900 angelegte neue Südfriedhof zunächst westlich abseits jeder Besiedelung.
Mit der Anlage des Südfriedhofs mit einer Fläche von etwa drei Hektar wurde im Sommer des Jahres 1900 an der Paulstraße (heute Lührmannstraße) begonnen. Die Einfriedung wurde dem Holzhändler Bramkamp aus Bredeney übertragen, der dafür 250 Mark erhielt. Zum Ende des Jahres erfolgte die Verschönerung durch Pflanzung von Bäumen an den Wegen.
Seit der Erweiterung des Grugaparks zur Bundesgartenschau 1965 wird der Südfriedhof von diesem vollständig umrahmt.

## Gräber von Persönlichkeiten (Auswahl)
Auf dem Südfriedhof befindet sich mit dem Grab des Bürgermeisters und FDP-Politikers Paul Hans Jaeger ein Ehrengrab der Stadt Essen. Dazu liegen hier weitere Persönlichkeiten der Stadtgeschichte:
- Otto Blau (1876–1955), Hotelier, Pächter des Hotels Handelshof, Besitzer des Sprudelhotels in Bad Nauheim
- Wilhelm Eggeling (1889–1955), Architekt des Gildenhauses am Kennedyplatz und des Hauses am Kettwiger Tor
- Ernst Finkemeyer (1935–1981), Oberstadtdirektor
- Emil Krabler (1839–1909), Bergwerksdirektor
- Josef Meermann (1862–1938), Mitgründer und Inhaber des ehemaligen Textilunternehmens Cramer & Meermann. Am 26. November 1938 wurde Josef Meermann auf dem Südfriedhof beigesetzt. Nach dem Trauergottesdienst in der St.-Ludgerus-Kirche zog der Trauerzug vom Sterbehaus in der Alfredstr. 64 zum Südfriedhof.[4]
- Albert Meurer (1878–1957), Beigeordneter, Mitgründer der Essener CDU, Mitplaner des Grugaparks
- Willi Gotthold Saeger (1907–1983), Kaufmann (ehemals Betten Saeger) und Mäzen des Aalto-Theaters